# دریاچه اقصای چین
دریاچه اقصای چین (انگلیسی: Aksai Chin Lake) یک دریاچه در ولایت ختن کشور چین است.